# Troschelhammer
Troschelhammer ist ein Gemeindeteil der Stadt Pressath im Landkreis Neustadt an der Waldnaab (Oberpfalz, Bayern).

## Geographie
Das Kirchdorf Troschelhammer liegt 4 Kilometer südöstlich von Pressath. Die Haidenaab umfließt den Ort im Nordosten. Im Westen liegen zahlreichen Teiche. Sie entstanden als mit Grundwasser gefüllte Baggerseen, die durch den Abbau von wertvollem Flusskies  für die Bau- und Betonindustrie gebildet wurden.

## Geschichte
Der Ort wurde am 1. April 1949 Dießfurt eingegliedert. Im Jahr 1978 folgte dann im Rahmen der Gebietsreform in Bayern die Eingemeindung nach Pressath.
Ortsbildprägend und namensgebend ist das denkmalgeschützte Schloss Troschelhammer.
1871 hatte Troschelhammer 182 Einwohner. Bis 1950 erhöhte sich deren Zahl auf 219. 1987 wurde dann nur noch 142 Einwohner gezählt.